# Massimiliano Valcareggi
Massimiliano Valcareggi (in greco Μασιμιλιάνο Βαλκαρέτζι?; Trieste, 12 febbraio 1995) è un ex sciatore alpino greco.

## Biografia
Nato a Trieste il 12 febbraio 1995, è pronipote dell'allenatore di calcio Ferruccio Valcareggi ed è in possesso sia della cittadinanza italiana sia di quella greca grazie alle origini della nonna materna.

### Stagioni 2011-2013
Attivo in gare FIS dal novembre del 2010 e già al primo anno di categoria ottiene fra i punteggi migliori nel ranking mondiale di specialità di slalom gigante della classe 1995. Nel 2011 ha preso parte ai suoi primi Mondiali juniores di Crans-Montana, terminando 59º nello slalom speciale partendo fra gli ultimi concorrenti in gara con pettorale 161 e non concludendo lo slalom gigante. 
L'anno successivo ha partecipato ai primi Giochi olimpici giovanili invernali, a Innsbruck, arrivando 8º nel supergigante, 18º nello slalom speciale e non terminando lo slalom gigante e la supercombinata; 
sempre nel 2012, ha gareggiato ai Mondiali juniores di Roccaraso in cui ha terminato 41º nella discesa libera nella classifica generale e 1° nella categoria aspiranti partendo con pettorale 100; 50º nel supergigante nella classifica generale e 1° nella categoria aspiranti, 63º nello slalom gigante nella classifica generale e 2° nella classifica aspiranti, 43º nello slalom speciale nella classifica generale e 2° nella categoria aspiranti e infine 12º nella combinata nella classifica generale e nuovamente 1° nella classifica aspiranti. Nella stessa stagione vince i Campionati Nazionali greci in slalom gigante e non termina lo slalom speciale.
L'anno successivo ha esordito ai Campionati mondiali e nella rassegna iridata di Schladming è arrivato 50º nello slalom gigante e non ha concluso la gara di qualificazione dello slalom speciale; ha quindi preso parte all'XI Festival olimpico invernale della gioventù europea di Brașov, dove ha terminato 25º nello slalom gigante e non ha concluso lo slalom speciale.

### Stagioni 2014-2018
Compie i suoi 19 anni partecipando ai XXII Giochi olimpici invernali di Soči 2014, sua unica presenza olimpica, classificandosi 54º nello slalom gigante e 37º nello slalom speciale e non concludendo il supergigante con una acclamante caduta a due porte dal traguardo e giungendo all'arrivo su uno sci solo; 
A distanza di pochi giorni, dalla Russia, ha volato direttamente in Slovacchia, dove ha preso parte per la terza volta ai Mondiali juniores e nella rassegna iridata giovanile di Jasná è arrivato 86º nella discesa libera, non ha concluso lo slalom gigante e non ha preso al via alle gare del super gigante e della supercombinata. Nel fine di stagione, ai campionati nazionali greci, vince il gradino più alto del podio sia in slalom gigante che in slalom speciale.
Ai Mondiali di Vail/Beaver Creek 2015, suo congedo iridato, non ha terminato lo slalom gigante infortunandosi nella seconda manche della gara e non ha, quindi, preso parte alla gara di qualificazione dello slalom speciale il giorno successivo.
Il 17 dicembre 2017, ha disputando la sua unica gara in Coppa del Mondo, da sempre il suo sogno d'infanzia, lo slalom gigante dell'Alta Badia, completando la prima manche, senza, però, qualificarsi nei migliori 30 atleti arrivati della prima prova, risultato necessario per prendere il via al cancelletto della seconda manche; si è ritirato al termine della stagione 2017-2018 e la sua ultima gara in carriera è stata uno slalom gigante disputato l'11 marzo a Plan de Corones, sulle nevi di casa, chiuso da Valcareggi al 16º posto.

## Palmarès

### Campionati greci
- 5 medaglie:
  - 3 ori (slalom gigante nel 2012; slalom gigante, slalom speciale nel 2014)
  - 1 argento (slalom gigante nel 2011)
  - 1 bronzo (slalom gigante nel 2017)